# Antonio Moro
Pour les articles homonymes, voir Mor (homonymie), Moro et More.
Antonio Moro, ou Anthonis Mor (né vers 1520 à Utrecht, mort entre 1576 et 1578 à Anvers aux Pays-Bas espagnols), est un peintre néerlandais. On le connaît sous divers noms : son prénom est tantôt Anthonis, Antoon, Antonis, Anthony, Anthonius ou Antonio, son nom est tantôt Mor, More ou Moro, et il est également identifié par son titre acquis au cours de sa vie : Van Dashorst.
Portraitiste très apprécié, il fait une carrière internationale, qui le mène à Bruxelles, Madrid, Lisbonne, Londres, Utrecht et Anvers.

## Biographie

### Formation et début de sa carrière artistique
Mor se forme auprès de Jan van Scorel. Il fait probablement son premier portrait à Stockholm, en 1538.
Il semble qu'il ait peint le groupe des chevaliers de Saint-Jean à Utrecht vers 1541. Une peinture de deux pèlerins à Berlin est datée de 1544, comme le portrait d'une femme exposé au palais des beaux-arts de Lille. Ces œuvres sont probablement ses premières œuvres, même si leur authenticité n'est pas attestée.

### Patronage du cardinal Granvelle

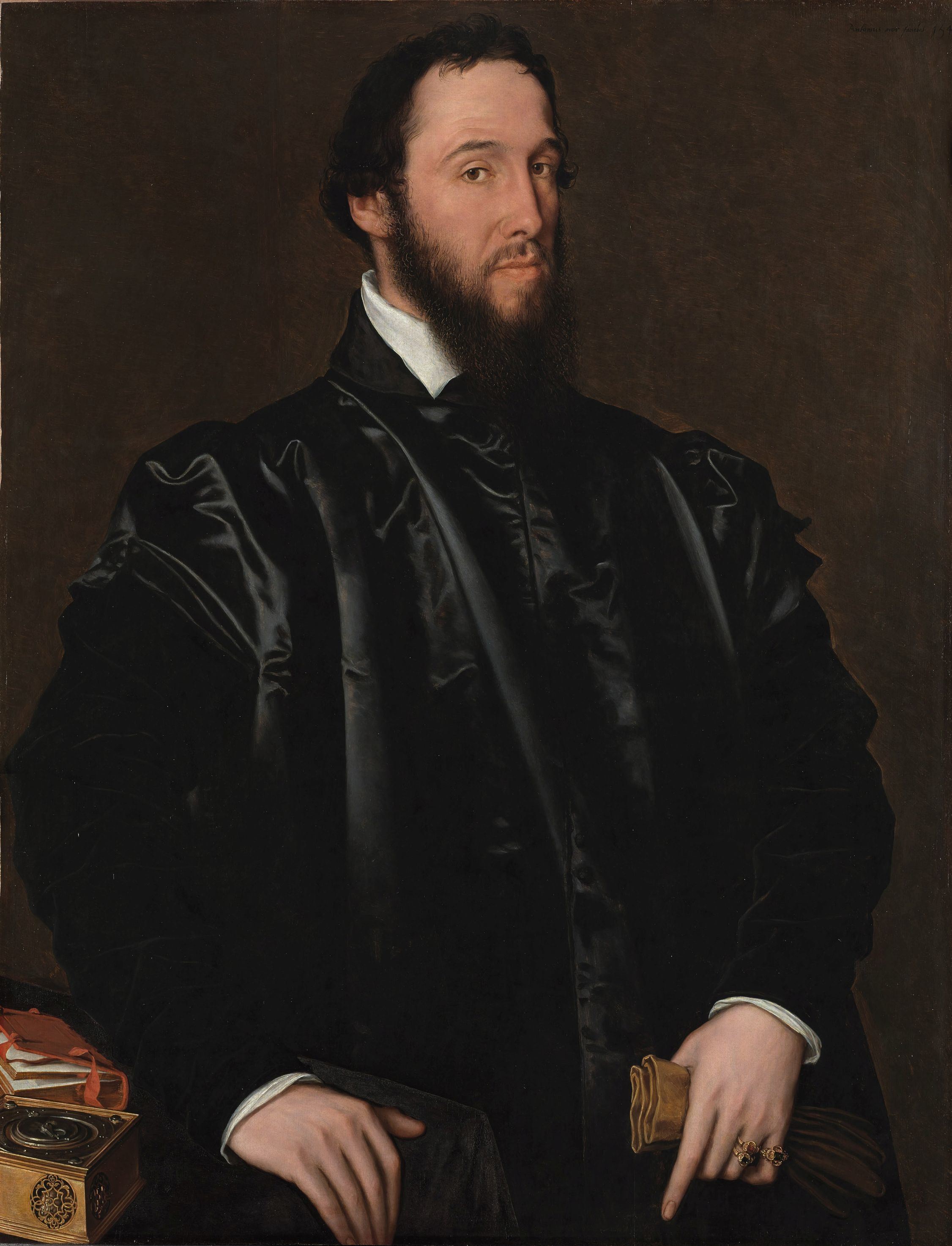
Portrait du Cardinal Granvelle, 1549, Vienne.

En 1547, il est reçu dans la vénérable Guilde de Saint-Luc d'Anvers. L'année suivante, en 1548, il se trouve déjà à Augsbourg et assiste à la diète entre Charles Quint et les Allemands. Il y rencontre Le Titien, qui le pousse vers le genre du portrait officiel, et attire l'attention du cardinal de Granvelle, alors évêque d'Arras et conseiller de l'empereur Charles Quint. Le cardinal devient son mécène régulier et l'introduit à l'Empereur.
Deux portraits sont particulièrement remarquables de ce début de sa carrière comme protégé de Granvelle : le portrait du cardinal lui-même et celui du duc d'Albe. À ces tableaux, on peut ajouter son fameux portrait Le Nain du cardinal de Granvelle (au Louvre), peint un peu plus tardivement (vers 1560) et qui a probablement lancé la mode des peintures de nains en Espagne.

### Voyages et maturité
Il arrive à Rome en 1550-1551, où il copie quelques œuvres du Titien, notamment Danaé. Il travailla ensuite comme portraitiste, en Espagne, au Portugal (1552), à Londres (1553) et aux Pays-Bas.

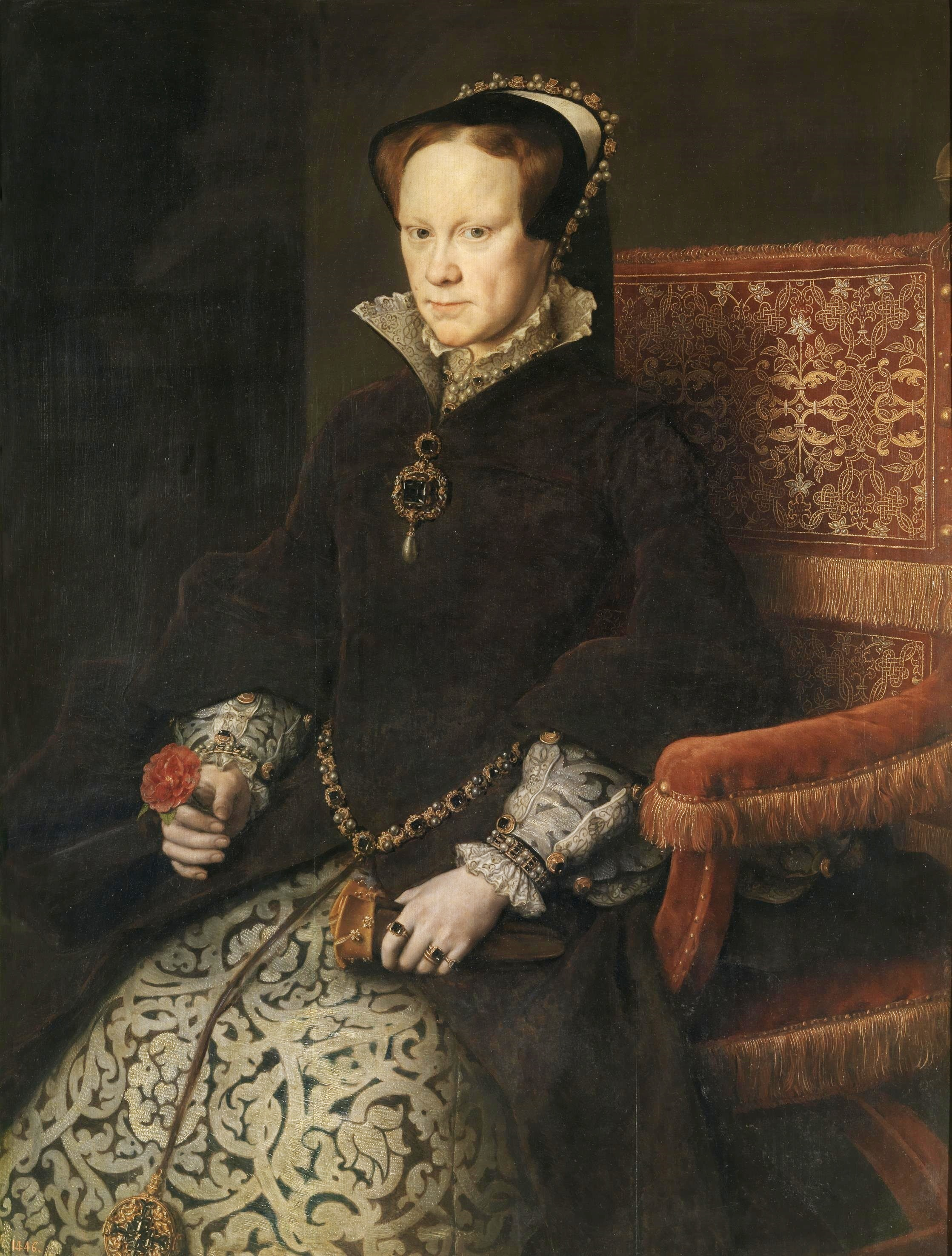
Marie I d'Angleterre, 1554, Madrid.

### Mariage de Marie d'Angleterre et Philippe II d'Espagne
Dans le cadre du projet de mariage de Philippe II d'Espagne et de la reine Marie d’Angleterre, il peint en 1553 le portrait de Philippe en armure, puis il se rend en Angleterre pour y peindre la reine Marie en 1554. Ces portraits furent ainsi présentés ensuite aux futurs époux. Le portrait de la reine, âgée de 37 ans, est particulièrement remarquable.
Par cette occasion, Moro se lie avec Simon Renard, ambassadeur de l'empereur responsable de ce mariage, qu'il peindra en 1553, ainsi que sa femme, en 1557.

### Fin de carrière

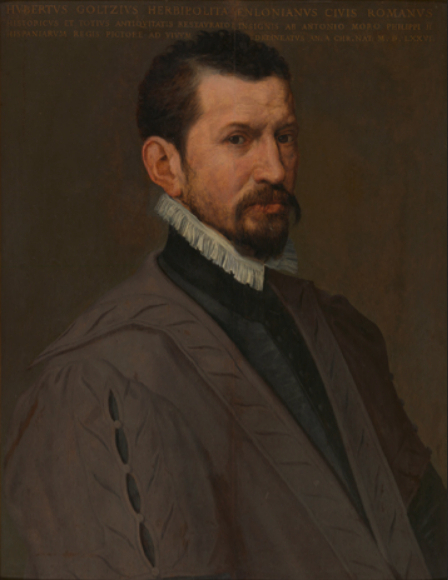
Hubert Goltzius, 1574, Bruxelles.

À la fin de 1554, il retourne en Hollande, où il peint le portrait de Guillaume le Taciturne, prince d'Orange, et cette même année, il exécute son autoportrait (au musée des Offices). 
C'est vers cette époque qu'il se marie, mais nous ne connaissons que peu de choses de sa femme, en dehors de son nom, Metgen, et de son portrait.
Il a alors des biens très importants et est connu comme Moro van Dashorst quand il s'installe à Utrecht. Il refuse dès lors de quitter les Pays-Bas, malgré les demandes répétées de Philippe II. Il était peut-être inquiet de la politique répressive de plus en plus marquée contre la Réforme en Flandres.
En 1574, il fit le portrait d'Hubert Goltzius, peintre, graveur et humaniste, dont il était l'ami, pour le remercier de lui avoir offert un exemplaire de son traité Caesar Augustus. Contrairement à ses portraits d'apparat, celui-ci, réalisé sur le vif, est plein d'humanité.
Il meurt en 1576 à Anvers.

## Œuvre

### Œuvres principales
Beaucoup de portraits de Moro ont été copiés. Certaines de ses œuvres peuvent être confondues avec celles d'Alonso Sánchez Coello, de Francisco de Holanda, et de Cristóvão de Morais Lopes (en). De nombreuses gravures de ses portraits furent aussi publiées.
- NB: Quelques attributions et lieux sont peut-être obsolètes.

#### Avant 1554
- Portrait de Philippe II d'Espagne[6] (vers 1549-1550) - Huile sur panneau, 107,5 × 83,3 cm, musée des beaux-arts de Bilbao
- Portrait du cardinal de Granvelle (1549) - Huile sur panneau, 107 × 82 cm, Kunsthistorisches Museum, Vienne.
- Portrait d'homme désignant une pendule (1565) - Huile sur toile, 100 × 80 cm, musée du Louvre, Paris
- Portrait de Giovanni Battista di Castaldo (c. 1550) - Huile sur panneau, 107,6 × 82,2 cm, musée Thyssen-Bornemisza, Madrid
- Portrait de Philippe II d'Espagne en armure (c. 1557)[7] - Huile sur toile, 186 × 82 cm, Monasterio de San Lorenzo, El Escorial, inv. 1653.
- Portrait de Marie d'Angleterre (vers 1553) - Huile sur panneau, 109 × 84 cm, musée du Prado, Madrid
- Portrait de Jean III de Portugal (c. 1550)[8] - Huile sur toile, 101 × 81 cm, Fundación Lázaro Galdiano, Madrid
- Portrait de Catherine de Habsbourg (1507-1578) (c. 1552)[9] - Huile sur panneau, 107 × 84 cm, musée du Prado, Madrid, inv. 2109.
- Portrait de Marie de Portugal (c. 1552)[10] - Huile sur toile, 100 × 87 cm, monastère des Déchaussées royales, Madrid, inv. PN822.
- Portrait d'Isabelle de Bragance (1552)[11] - Huile sur panneau, 55 × 50 cm, collection privée, Allemagne.
- Portrait de Simon Renard (1553) - Huile sur toile, musée du Temps, Besançon.

#### 1554-1564
- Portrait du prince Guillaume d'Orange (c. 1554) - Huile sur panneau, 105 × 81,5 cm, Gemäldegalerie Alte Meister, Cassel.
- Portrait d'homme (c. 1555-1560) - Huile sur bois, 97,8 × 71,2 cm, National Gallery of Canada, Ottawa
- Portrait d'un homme en armure (1558)[12] - Huile sur toile, 111 × 80 cm, J. Paul Getty Museum, Los Angeles
- Autoportrait (1558) -Huile sur bois, 113 × 84 cm, musée des Offices, Florence. Il le signe "ANT. MORUS PHILIPPI HISP. REG. PICTOR SUA IPSE DEPICTUS MANU"[13].
- Le Nain du cardinal Granvelle avec un chien (vers 1560)[14] - Huile sur toile, 126 × 92 cm, musée du Louvre, Paris
- Portrait d'une dame (c. 1560) - Huile sur bois, 116,8 × 86,9 cm, National Gallery of Canada, Ottawa
- Portrait de Philippe de Montmorency, comte de Hoorn (c. 1560) - Oil on panel. Lieu actuel inconnu.
- Portrait de Sir Thomas Gresham (1560-1565) - Huile sur panneau, 90 × 75,5 cm, Rijksmuseum, Amsterdam
- Portrait de Lady Gresham (Anne Femely) (1560-1565) - Huile sur bois, 88 × 75,5 cm, Rijksmuseum, Amsterdam
- Portrait de Metgen, femme de l'artiste (connu aussi comme le Portrait d'une femme mariée) (c. 1560-1565)- Huile sur panneau, 100 × 80 cm, musée du Prado, Madrid, inv. 2114.
- Portrait d'homme (1560-1577) - Huile sur bois, 49,5 × 40,6 cm, National Gallery, Londres
- Portrait de Jeanne Lullier, femme de Simon Renard (1557) - Huile sur Toile, musée du Temps, Besançon.
- Portrait de Marguerite, duchesse de Parme (c. 1562) - Huile sur toile, Stiftung Preussischer Kulturbesitz, Gemäldegalerie, Berlin, inv. L310A.
- Jésus-Christ ressuscité entouré de saint Pierre, saint Paul et deux anges (1564), huile sur panneau, 163 × 152 cm, musée Condé, Chantilly

#### Après 1565

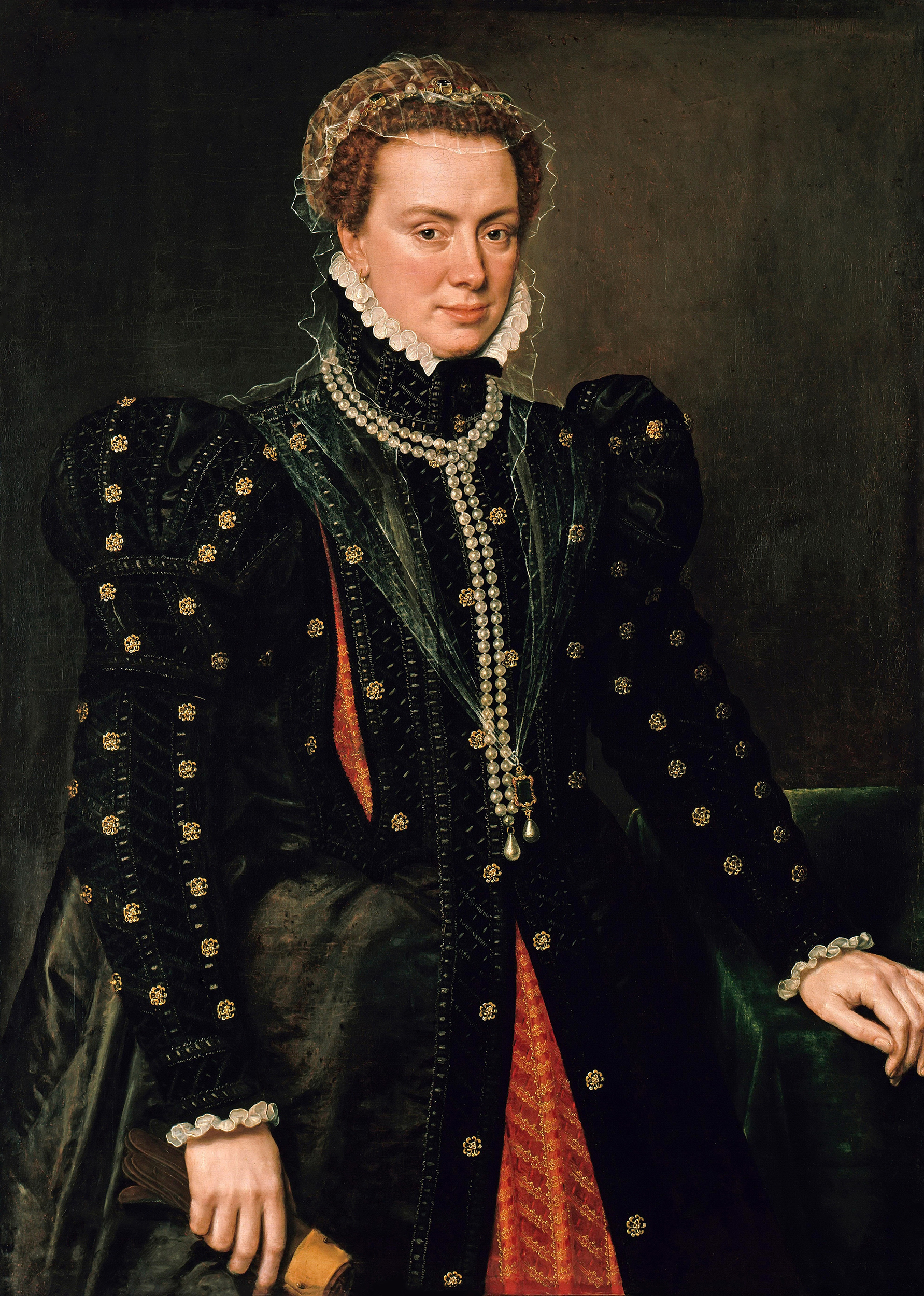
Marguerite de Parme

- Portrait de Marie de Portugal, princesse de Parme (c. 1565)[15] - Huile sur panneau, 35 × 15 cm, musée du Prado, Madrid, inv. 2117.
- Portrait de Sir Henry Lee de Ditchley (1568) - Huile sur panneau, 64,1 × 53,3 cm, National Portrait Gallery, Londres.
- Portrait d'un noble (1569) - Huile sur toile, 119,7 × 88,3 cm, National Gallery of Art, Washington
- Portrait de Hendrik Goltzius (1574) - Huile sur bois, 66 × 50 cm, musées royaux des beaux-arts de Belgique, Bruxelles
- Portrait d'un noble (c. 1570) - Huile sur panneau, 122 × 98,5 cm, North Carolina Museum of Art
- Portrait d'une dame - Huile sur panneau de bois, 107 × 72,1 cm, National Gallery of Victoria.
- Portrait de Marguerite, duchesse de Parme (date inconnue) - Huile sur panneau transféré sur toile, 97,8 × 71,7 cm, Philadelphia Museum of Art.
- Portrait de Jane Dormer (?) - Musée du Prado, Madrid.

### Peintures par lieu d'exposition

#### France et Belgique
Cinq œuvres d'Antonio Moro sont exposées en France, deux au Louvre (le Nain du cardinal Granvelle et son chien et le Portrait d'homme désignant une pendule), deux à Besançon (Simon Renard et sa femme) et une à Chantilly (Jésus Christ ressuscité entouré de Saint Pierre et de Saint Paul) :

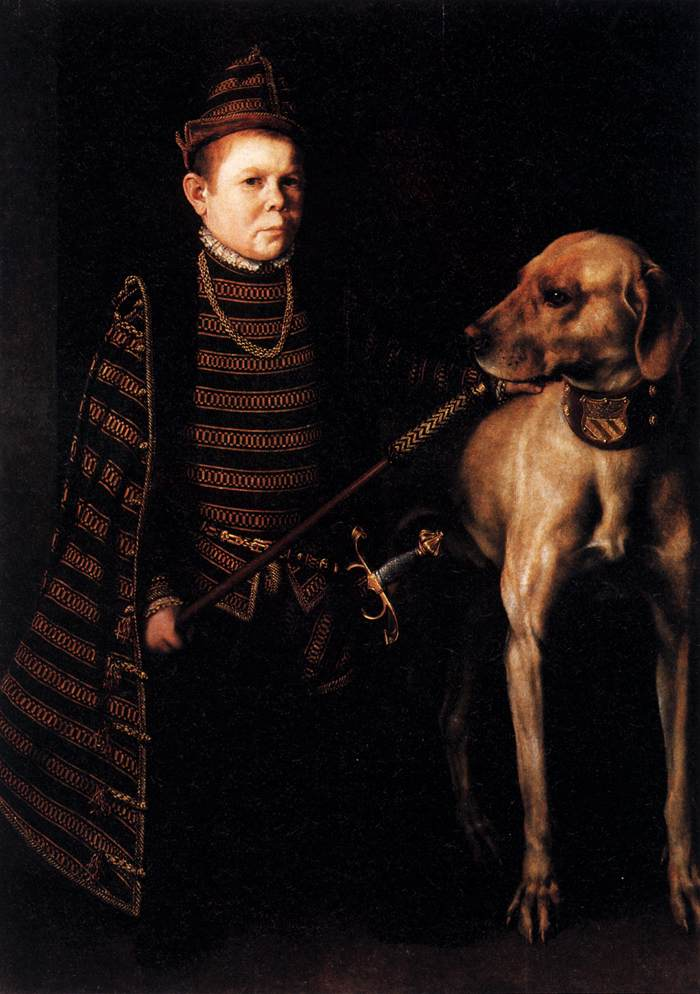
Le Nain du cardinal Granvelle 1553 Musée du Louvre
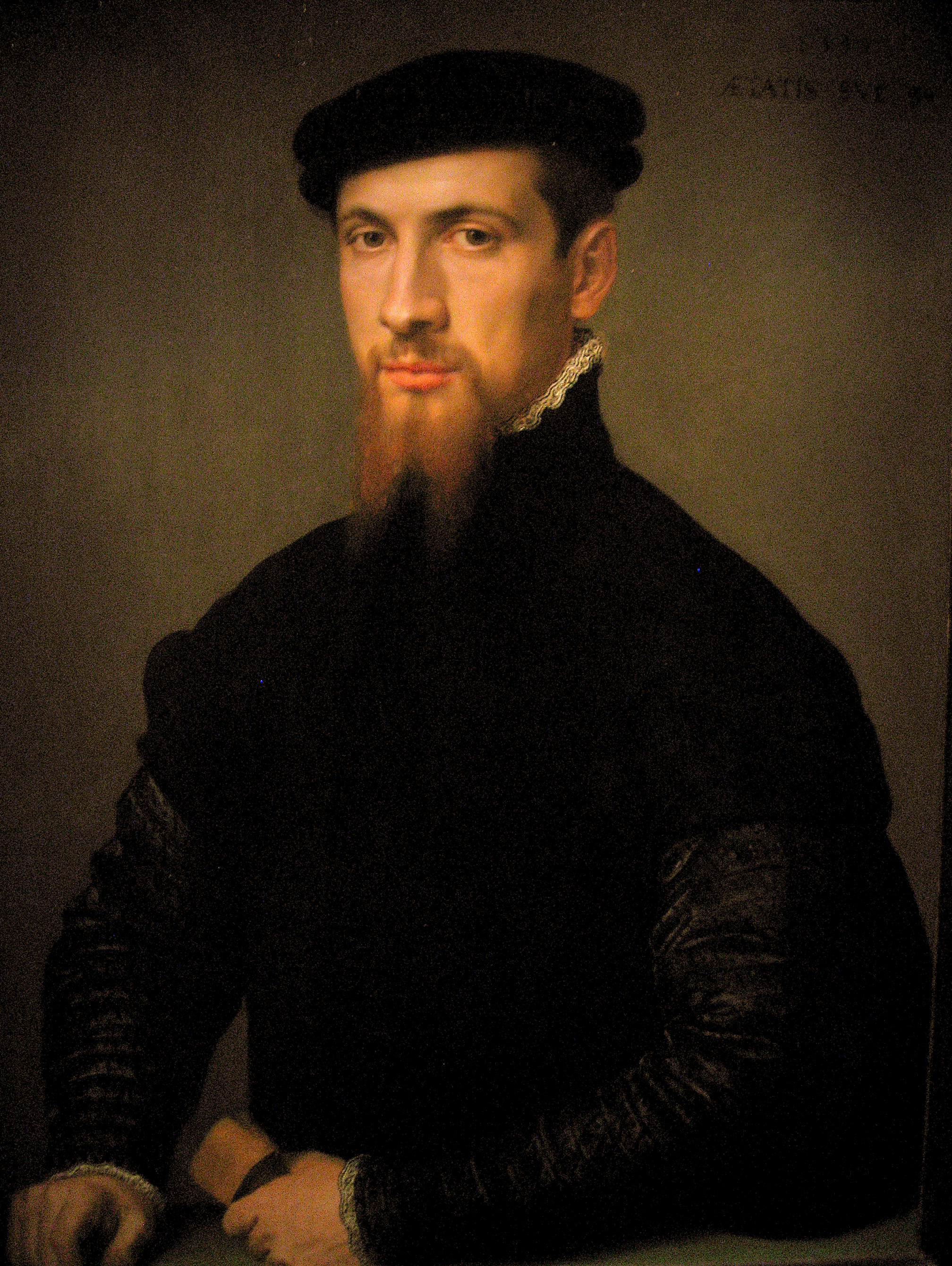
Simon Renard 1553 Musée du Temps de Besançon
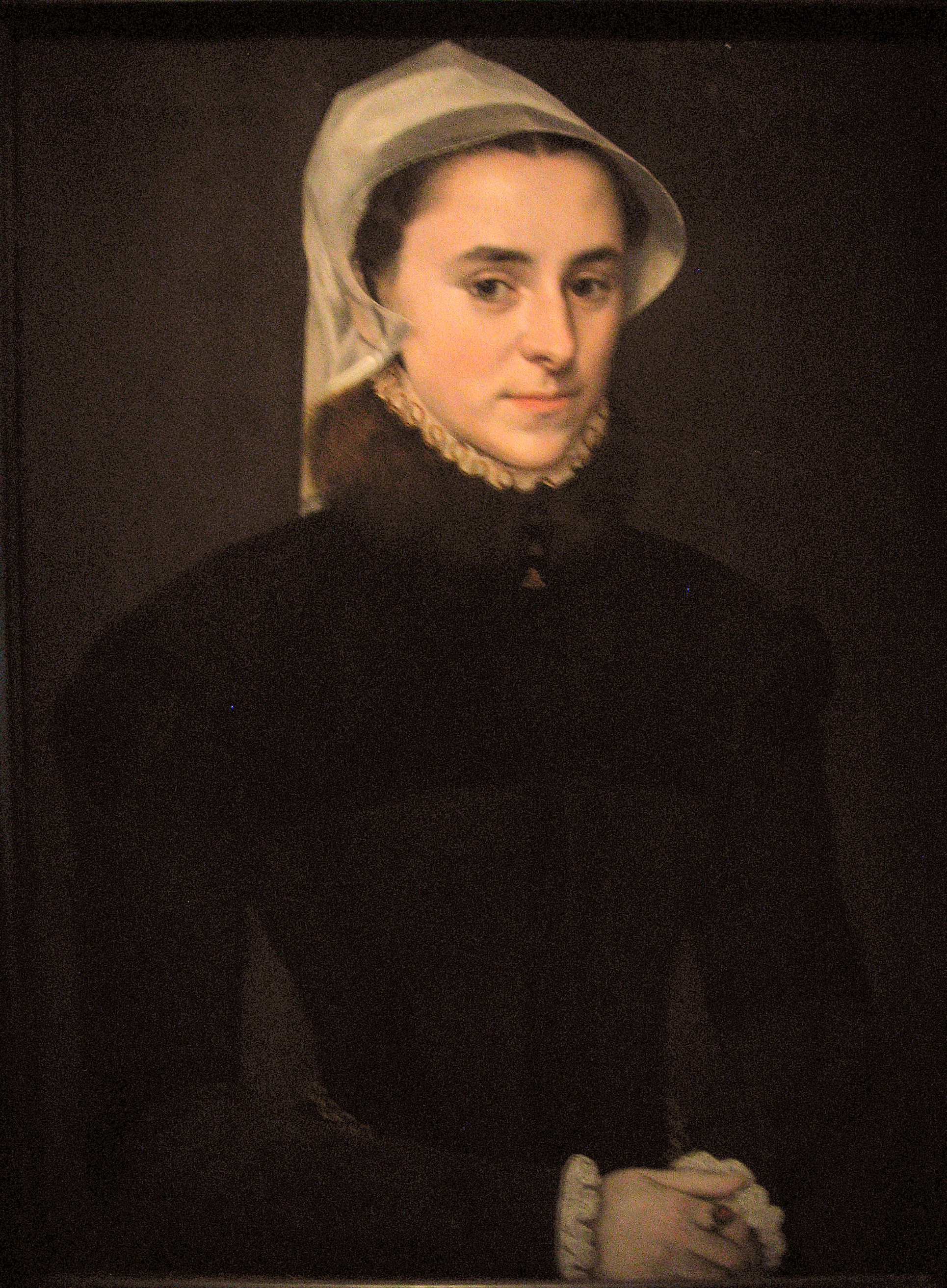
Jeanne Lullier 1557 Musée du Temps de Besançon

Le portrait du peintre Hendrik Goltzius par Moro est exposé en Belgique, aux musées royaux des beaux-arts de Belgique de Bruxelles.

#### Espagne
- Musée des beaux-arts de Bilbao : Portrait de Philippe II d'Espagne
- Musée Thyssen-Bornemisza de Madrid : Portrait de Giovanni Battista di Castaldo
- Monastère Saint Laurent de l'Escurial : Portrait de Philippe II en armure
- Musée du Prado, Madrid : Portrait de Marie d'Angleterre, Portrait de Catherine de Castille, Portrait de Metgen, femme de l'artiste, Portrait de Jane Dormer, Portrait de Marie de Portugal, princesse de Parme
- Fundación Lázaro Galdiano, Madrid : Portrait de Jean III du Portugal
- Monasterio de las Descalzas Reales, Madrid : Portrait de Marie du Portugal

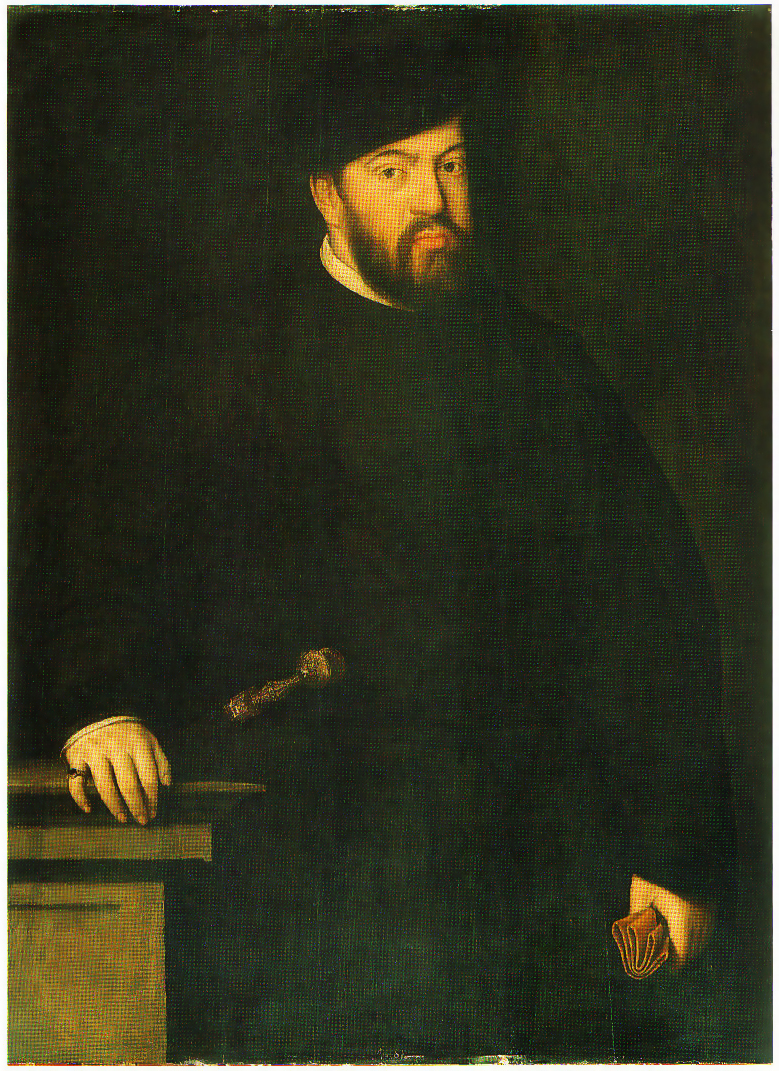
Jean III du Portugal 1550 Fondation Galiano
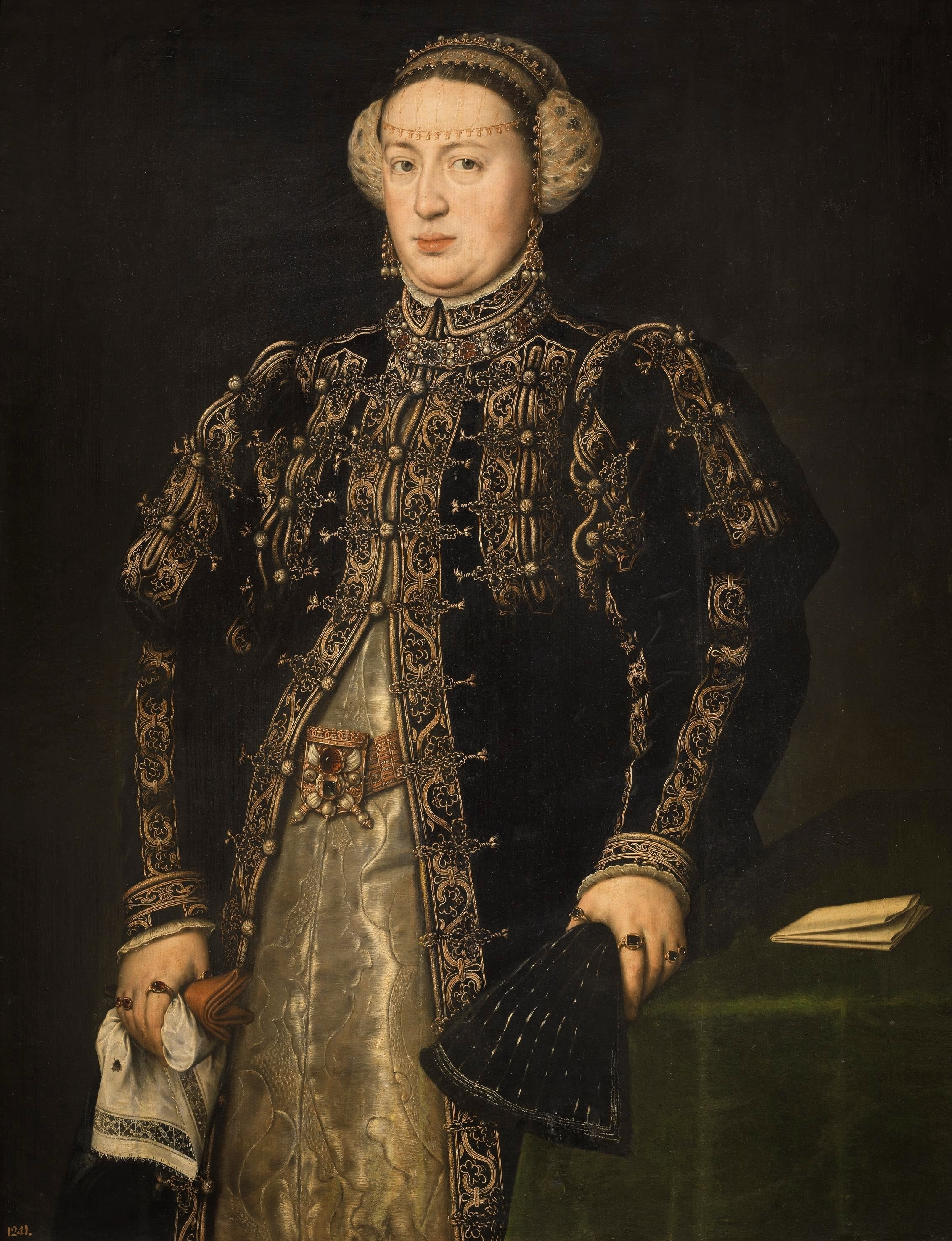
Catherine de Castille 1552 Musée du Prado
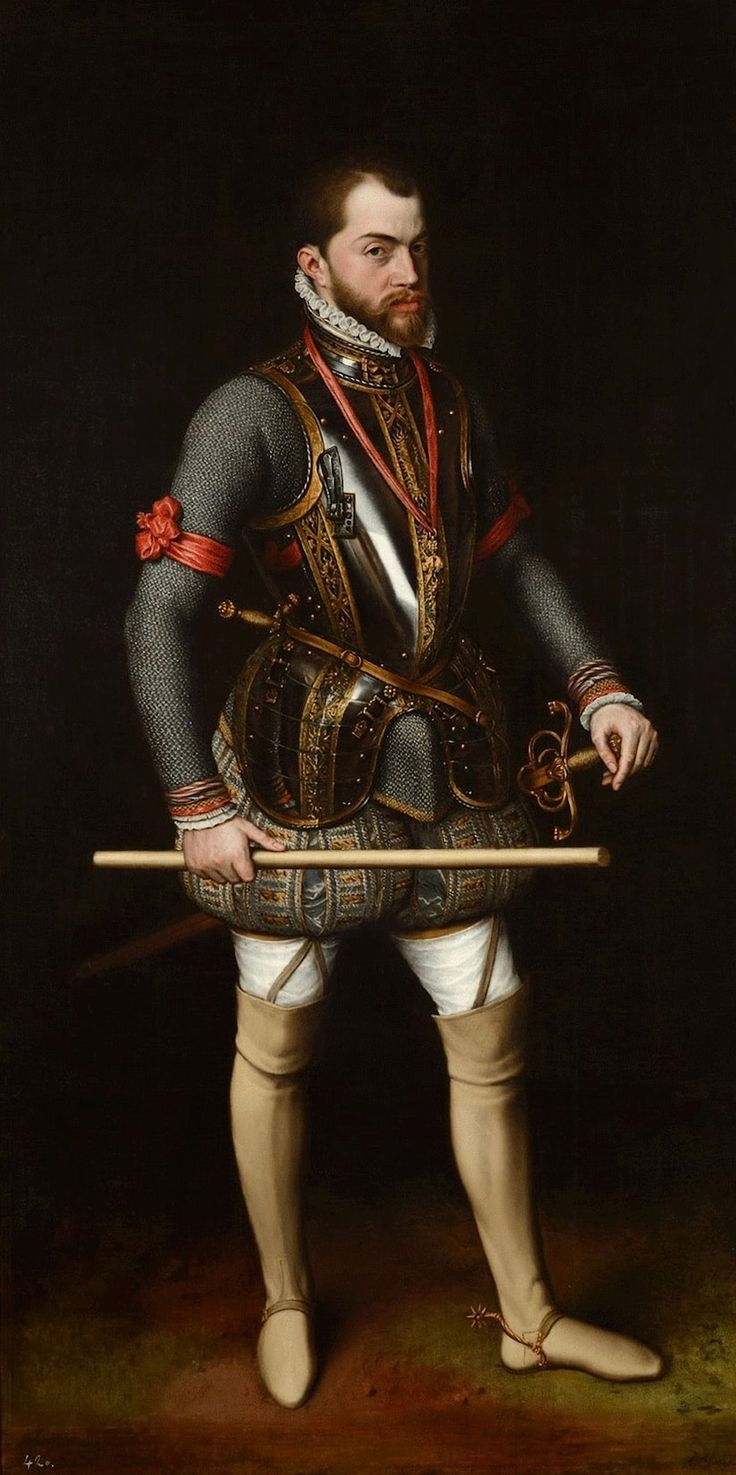
Philippe II en armure Monastère de l'Escurial
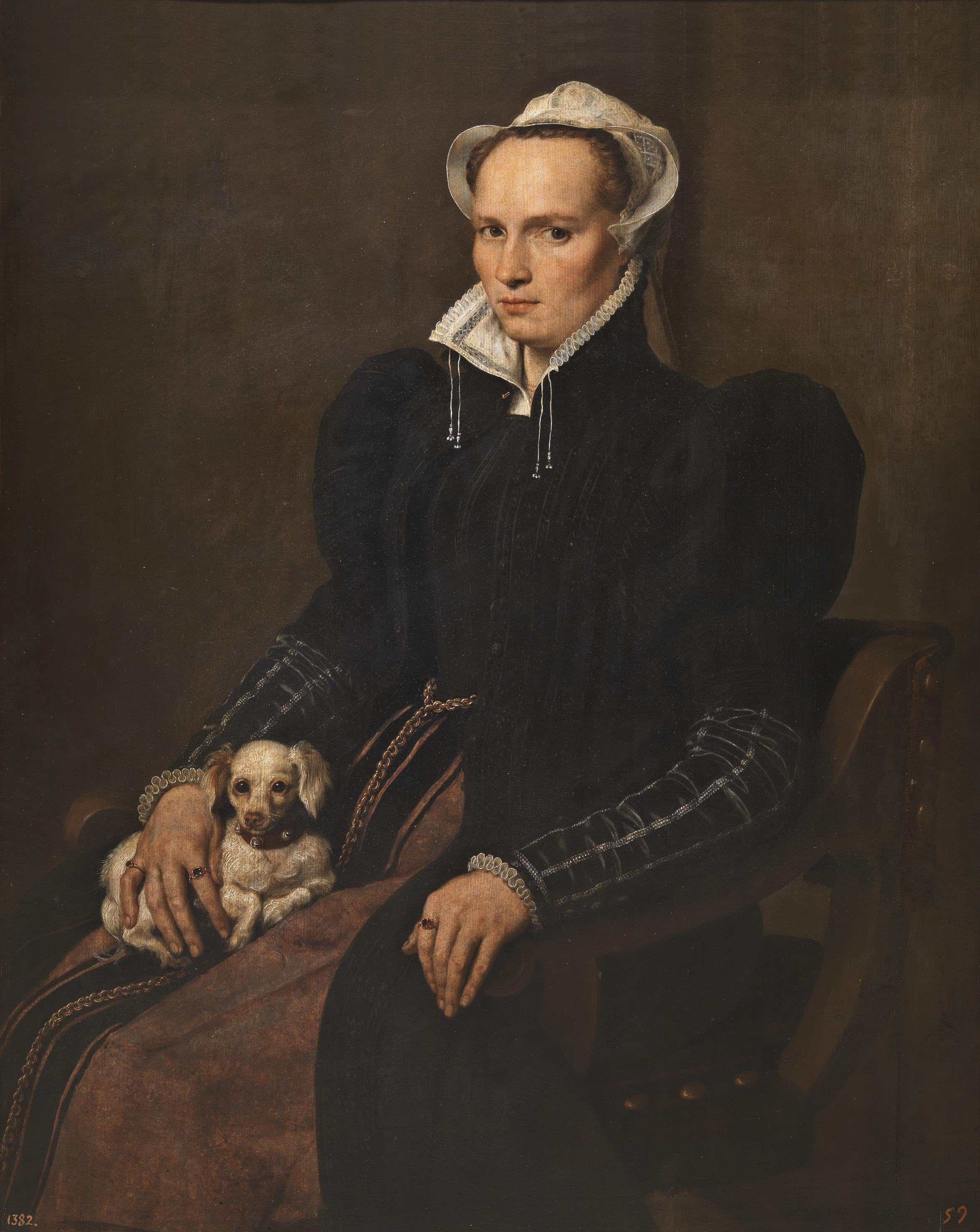
Metgen, femme de l'artiste 1560-1565 Musée du Prado

#### Pays-Bas et Allemagne

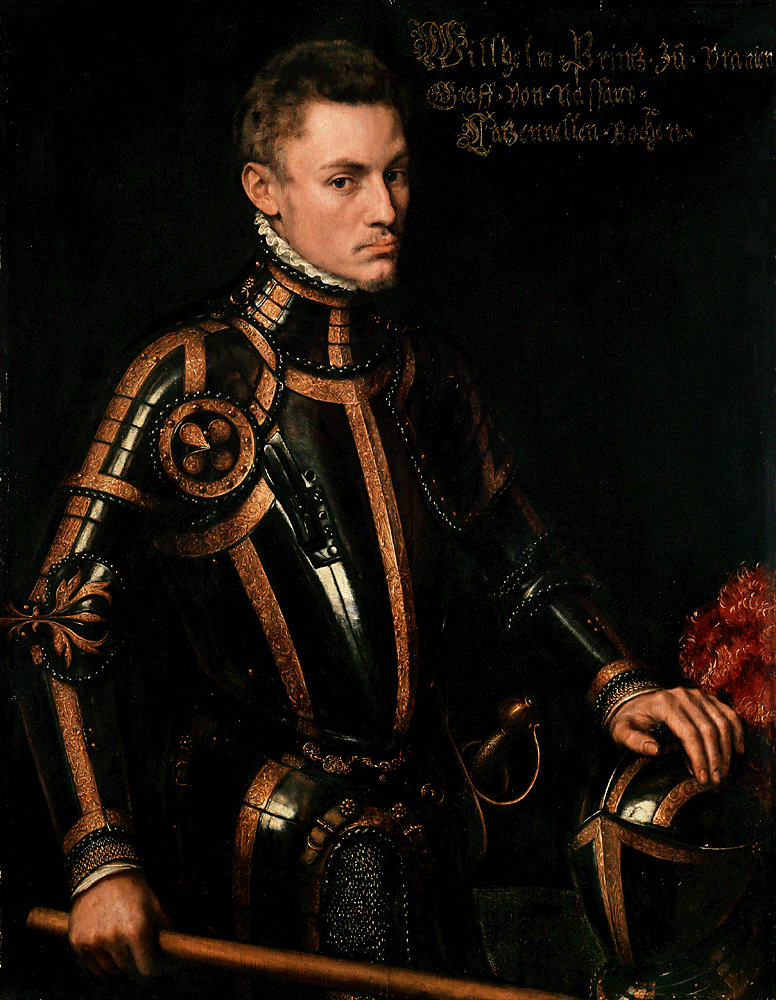
Guillaume d'Orange 1555, Cassel
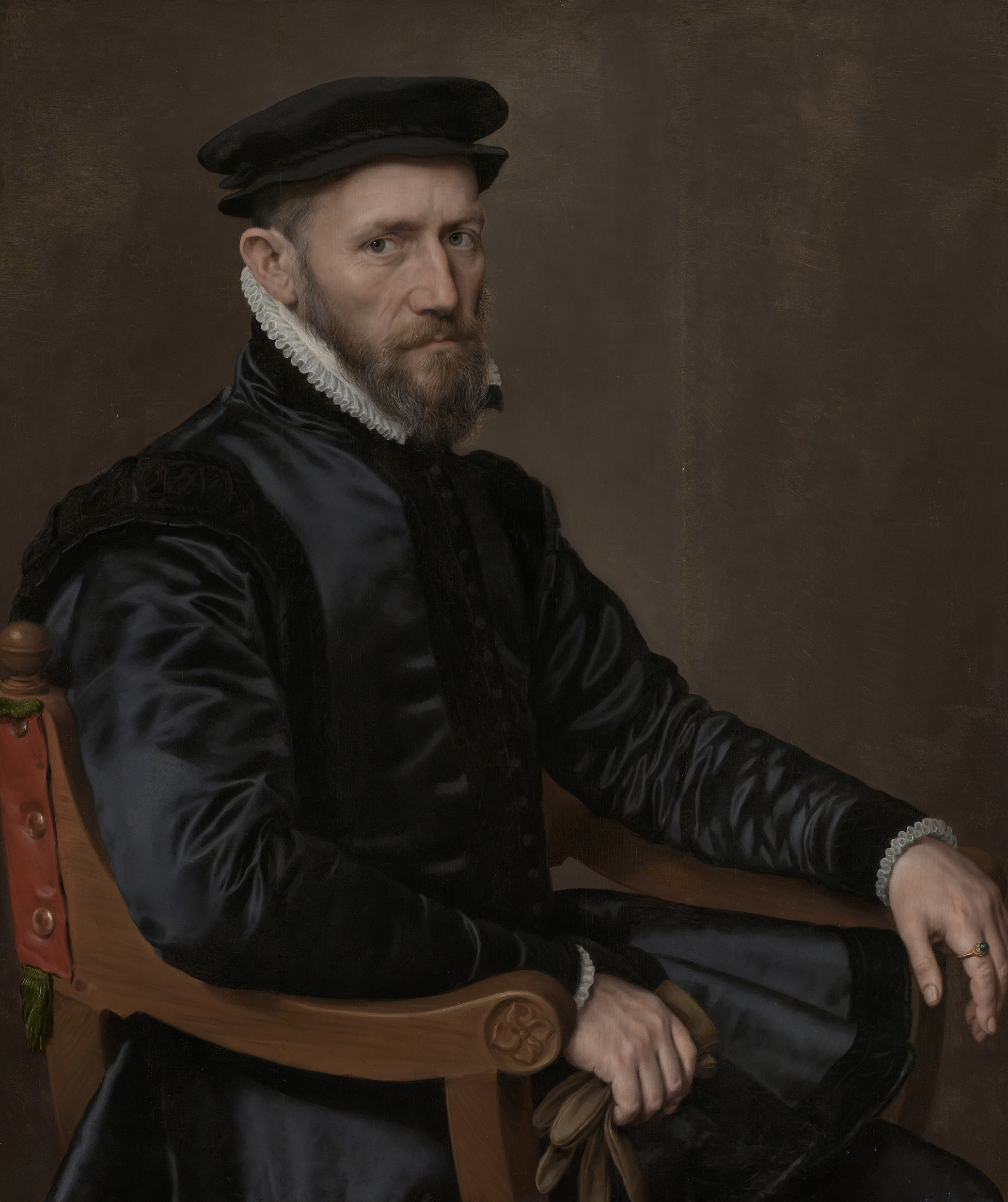
Sir Thomas Gresham 1560-1565, Amsterdam